# 缪嘉蕙
缪嘉蕙（1842年—1918年），字素筠，亦作素耘，女，云南昆明人，清朝画家、书法家。慈禧太后書畫代筆者。